# 中村元風
中村 元風（なかむら がんぷう、Gumpu Nakamura、1955年〈昭和30年〉9月2日 - ）は、日本の芸術家、科学者。
「芸術とは、輝きの創出である」との信条のもと、光や色から構成される「輝き」を一貫したテーマに据え、アートとサイエンスの両面で追求し続けている。また、金属、鉱物、水などに熱を加え化学合成し生み出した独自素材を用いて作品制作を行っている。

## 経歴
- 1955年（昭和30年）生まれ。石川県羽咋郡出身。石川県立金沢二水高等学校、金沢大学理学部を経て、1981年（昭和56年）同大学院理学研究科生物学専攻修了（専門は個体群生態学）。
- 1986年（昭和61年）光と色の研究を開始。
- 1991年（平成3年）一水会陶芸展にて一水会賞を受賞。
- 1993年（平成5年）都内百貨店に自身の名を冠したギャラリー「ギャラリー元」を開廊し運営。
- 1995年（平成7年）日本工芸会正会員。
- 2002年（平成14年）加賀市文化財保護審議会委員に就任。
- 2003年（平成15年）日本百名山を著した深田久弥生誕100年を記念し、日本の名山を100枚の大皿に描く「ふるさと百名山」を完成。
- 2004年（平成16年）景徳鎮国際陶瓷博覧会に招待出品。以後2016年（平成28年）まで連続出展。
- 2008年（平成20年）アンビエンテ（ドイツ・フランクフルト）に出展。
- 2008年（平成20年）中国景徳鎮国際陶瓷博覧会にて銀賞受賞。翌年連続受賞。
- 2010年（平成22年）上海美術館にて外国人陶芸家初となる個展開催。
- 2010年（平成22年）中華人民共和国江西省景徳鎮（於 景徳鎮陶瓷学院）にて日本人初となる個展開催。
- 2010年（平成22年）上海芸術博覧会に出展。以後2016年まで連続出展。
- 2010年（平成22年）中国景徳鎮国際陶瓷博覧会にて金賞受賞。
- 2011年（平成23年）世界初となるガラス質の深紅釉「希赤（きせき）」を完成。
- 2012年（平成24年）日中韓ギャラリー芸術博覧会に日本代表として出展。
- 2014年（平成26年）世界初となる水の輝きを永遠化する釉「グレイズ」を発明。
- 2015年（平成27年）九谷焼開祖前田利治公顕彰碑を同顕彰碑建立委員会委員長として建立。
- 2016年（平成28年）伊勢丹新宿店本館1階＝ザ・ステージにて「グレイズ」— 輝きは、チャレンジから生まれるを開催。
- 2018年（平成30年）Athalieにて中村元風「誕生」The Glaze 2018を開催。
- 2019年（令和元年）オーロラコレクションを発表。
- 2020年（令和2年）オーロラ・フラワーズコレクションを発表。
- 2020年（令和2年）創作活動40周年を迎える。
- 2021年（令和3年）研究35周年を迎える。